# Lapa (Cartaxo)
Lapa ist ein Ort und eine ehemalige Gemeinde im mittleren Portugal.

## Geschichte
Lapa war eine wachsende Ortschaft der Gemeinde Ereira, bis sie am 8. April 1921 eine eigenständige Gemeinde im Kreis Cartaxo  wurde. Mit der Gemeindereform 2013 wurde Lapa mit Ereira zu einer neuen Gesamtgemeinde zusammengeschlossen.
| Bevölkerungsentwicklung der 1921 gegründeten Gemeinde Lapa | Bevölkerungsentwicklung der 1921 gegründeten Gemeinde Lapa | Bevölkerungsentwicklung der 1921 gegründeten Gemeinde Lapa | Bevölkerungsentwicklung der 1921 gegründeten Gemeinde Lapa | Bevölkerungsentwicklung der 1921 gegründeten Gemeinde Lapa | Bevölkerungsentwicklung der 1921 gegründeten Gemeinde Lapa | Bevölkerungsentwicklung der 1921 gegründeten Gemeinde Lapa | Bevölkerungsentwicklung der 1921 gegründeten Gemeinde Lapa | Bevölkerungsentwicklung der 1921 gegründeten Gemeinde Lapa |
| ---------------------------------------------------------- | ---------------------------------------------------------- | ---------------------------------------------------------- | ---------------------------------------------------------- | ---------------------------------------------------------- | ---------------------------------------------------------- | ---------------------------------------------------------- | ---------------------------------------------------------- | ---------------------------------------------------------- |
| 1930                                                       | 1940                                                       | 1950                                                       | 1960                                                       | 1970                                                       | 1981                                                       | 1991                                                       | 2001                                                       | 2011                                                       |
| 1 322                                                      | 1 330                                                      | 1 363                                                      | 1 343                                                      | 1 227                                                      | 1 158                                                      | 1 159                                                      | 1 205                                                      | 1 200                                                      |

## Verwaltung
Lapa war Sitz einer gleichnamigen Gemeinde (Freguesia) im Kreis (Concelho) von Cartaxo im Distrikt Santarém. Die Gemeinde hatte 1198 Einwohner (Stand 30. Juni 2011).
Die Gemeinde bestand nur aus dem namensgebenden Ort.
Im Zuge der Gebietsreform vom 29. September 2013 wurden die Gemeinden Lapa und Ereira zur neuen Gemeinde União das Freguesias de Ereira e Lapa zusammengeschlossen.

## Wirtschaft
Weinbau ist hier bis heute der bedeutendste Wirtschaftszweig. Lapa gehört zum Gebiet, in dem der bekannte Wein von Cartaxo produziert wird. Die hiesige Weinbautradition ist auch am Ortswappen abzulesen. Überreste von Windmühlen zeugen von einer ehemals weiteren wirtschaftlichen Tätigkeit in Lapa.
Heute bestehen einige gastronomische Betriebe und Läden im Ort, zudem besteht ein kleines Gewerbegebiet am Rande des Ortes.